# Roy Moss
Roy Moss (* August 1929 in Plainview, Arkansas) ist ein US-amerikanischer Rockabilly-Musiker.

## Leben

### Kindheit und Jugend
Geboren in Arkansas, war Roy Moss ein Cousin des Gouverneurs von Arkansas, Orville Chaney. Weiteres über seine Kindheit oder Jugend ist nicht bekannt.

### Karriere
Seine Karriere begann, als Moss den Songwriter Jimmie Skinner traf. Skinner vermittelte Moss weiter an den Radiosender WNOP. Zusammen mit der Band The Country Partners trat er dort regelmäßig auf. Beeindruckt von Elvis Presleys Auftritten in der KWKH Louisiana Hayride wechselte Moss 1954 zum Rockabilly. Presley verhalf Moss zu Auftritten in der landesweit ausgestrahlten Hayride. Durch Skinner und Lou Epstein, die auch seine Manager waren, erhielt Moss einen Plattenvertrag bei den Mercury Records. Seine erste Single dort war der Skinner-Song You’re My Big Baby Now, die im Januar 1956 erschien. Eine zweite Single erschien im Mai desselben Jahres. Die nächsten drei Jahre lang blieb Moss den Aufnahmestudien fern. Stattdessen hatte er Gelegenheit, mit Country-Stars wie Pee Wee King, Cowboy Copas und Ray Price zusammenzuarbeiten. Moss lebte nun in Detroit, Michigan, wo er bei verschiedenen Fernseh- und Radiosendungen auftrat. Mit der Jimmie Skinner Show, einer Live-Road-Show, tourte Moss für eine Weile.
1958 veröffentlichte Moss eine weitere Single, Juanita, bei dem kleineren Fascination-Label. Der Song wurde später von Dale Hawkins auf seinem ersten Album gecovert. Ende der 1950er Jahre zog Moss sich aus der Musikszene zurück und arbeitete fortan als Farmer in Tennessee.  Erst 1994 wagte Moss ein Come-Back mit dem Gitarristen Johnny Patterson. Zudem erschien ein Album bei den Eagle Records.

## Diskografie

### Singles
| Jahr | Titel | Plattenfirma         |
| ---- | --- | -------------------- |
| 1956 | You’re My Big Baby Now / You Nearly Lose Your Mind | Mercury Records      |
| 1956 | Corrine, Corrina / You Don’t Know My Mind | Mercury Records      |
| 1958 | Wiggle Walkin’ Baby / Juanita | Fascination Records  |
|      | - 1143 - Blues in My Heart - Got to Make Some Changes - Gotta Do My Time - Have You Ever Been Lonely - Johnny B. Goode - Little Bit - Mona Lisa - Mule Skinner Blues - Waiting for a Train - Tennessee Saturday Night | nicht veröffentlicht |

### Alben
- 1994: Rockin' Roy Moss